# Adam Busch
Adam Busch (Long Island, Nova Iorque, 6 de Julho de 1978) é um ator estadunidense, mais conhecido por interpretar Warren Mears em Buffy the Vampire Slayer, uma série da The WB, estrelada por Sarah Michelle Gellar. Atualmente estrela a sitcom da TBS Men at Work.

## Filmografia

### Televisão
- 2012- Men at Work como Neal
- 2007 Random! Cartoons como Jerry Orderly
- 2006 House MD como Tony
- 2005 Point Pleasant como Wesley
- 2004 The Jury como Steve Dixon
- 2003 Buffy the Vampire Slayer como Warren Mears
- 2001 The Fugitive como Sean Fitzgerald
- 1998 Law & Order como Mark
- 1997 The Mystery Files of Shelby Woo como Noah Allen

### Cinema
- 2008 Tracked como Steven
- 2006 American Dreamz como Sholem Glickstein
- 2002 Book of Danny como Wrenstchler
- 2001 Magic Rock como Kyle
- 1994 León como Manolo